# Іванкович-Село
45°25′ пн. ш. 15°43′ сх. д. / 45.41° пн. ш. 15.72° сх. д.
Іванкович-Село (хорв. Ivanković Selo) — населений пункт у Хорватії, у Карловацькій жупанії у складі міста Карловаць.

## Населення
Населення за даними перепису 2011 року становило 25 осіб.
Динаміка чисельності населення поселення: